# Meriones sacramenti
Meriones sacramenti (Меріонес Букстона) — вид родини мишеві (Muridae).

## Поширення
Країни проживання: Єгипет, Ізраїль, Палестина. Мешкає в прибережних дюнах з обмеженим рослинним покривом, де живе невеликими сімейними групами. 